# خانه بطری گنجه
خانه بطری گنجه (انگلیسی: Bottle house of Ganja) (به ترکی آذربایجانی: Butulka ev/Butulkali ev) یک اقامتگاه خصوصی با معماری ویژه در شهر گنجه است که از بطری‌های شیشه‌ای ساخته شده است.
خانه بطری دو طبقه توسط ابراهیم جعفروف، ساکن گنجه، در سال‌های ۱۹۶۶-۱۹۶۷ از بطری‌های شیشه‌ای با اشکال و اندازه‌های گوناگون و سنگ‌های رنگارنگی که از شهر سوچی آورده شده بود، ساخته شد. در ساخت آن از ۴۸۰۰۰ بطری استفاده شد.
ساخت این خانه به یادبود برادر ابراهیم جعفروف که در طول جنگ جهانی دوم مفقود شده بود، انجام شد.
واژه «گنجه» (نام تاریخی شهر) با ته بطری‌ها در بخش‌های گوناگون ساختمان نوشته شده بود، با این حال، در آن زمان این شهر رسماً «کیروف‌آباد» نامیده می‌شد (۱۹۸۹-۱۹۳۵).
این خانه اخیراً بازسازی شده و مقصدی محبوب برای شهروندان و گردشگران است.